# Люнге, Ханс
Ханс Луис Абель Люнге (дат. Hans Louis Abel Lynge; 1906—1988) — гренландский писатель, поэт, драматург, художник-импрессионист, скульптор, политик. Один из основателей современного искусства Гренландии.

## Биография
Сын пастора.
В 1927 году окончил учительскую семинарию в Нууке. Работал в школе.
Является основателем и многолетним директором первой художественной школы Гренландии.
Литературный дебют Х. Люнге с драмой TigorKârâ pissarâ состоялся в 1934 году. Х. Люнге сыграл важную роль в истории театра Гренландии. Его перу принадлежат несколько книг, изображающих родной город писателя — Нуук .
Гравёр, скульптор. Многие из его скульптур связаны с героями легенд и эпосов Гренландии, он автор ряда скульптур известных гренландцев. Картины Х. Линге также опираются легенды и эпосы Гренландии, созданы им под влиянием европейского импрессионизма.
В Гренландском национальном музее в Нууке представлена для осмотра коллекция гобеленов на основе творчества гренландского художника Ханса Линге, сотканных из шерсти гренландских животных и раскрашенных красками из гренландских растений.
Как политик, активно боролся за независимость Гренландии.

## Избранные произведения
- TigorKârâ pissarâ (1934)
- Erssíngitsup piumassâ (1938)
- Grønlands indre liv (1981-82)
- Den usynliges vilje (Датское издание, 1990)

## Награды
- Кавалер ордена Данеброг (1972)
- Премия Folketingets Grønlandsfond (1955)
- Премия Национальной культурной ассоциации Гренландии (1967)

## Память
- Культурный центр столицы Гренландии г. Нуук — Katuaq носит его имя.
- Почта Гренландии 5 сентября 1991 г. в серии «Знаменитые люди» выпустила марку, посвящённую Хансу Линге.
- Почта Гренландии 20 августа 1998 г. выпустила серию марок «Живопись Ханса Линге», посвященную 10-летию со дня смерти художника, в неё вошли две марки с его картинами.